# Marie Robertson
Marie Charlotte Robertson (Sunne, 14 april 1977) is een Zweedse actrice.

## Biografie
Marie Robertson studeerde aan de Calle Flygare Teaterskola in Stockholm (1996–1997) en kort daarna aan de Theateracademie in Göteborg (2000-2004). Ze heeft diverse rollen gespeeld in (televisie)films. In Nederland is zij vooral bekend van haar rol als de politieagent Bea Novak in Real humans (Äkta människor)) en enkele gastrollen in detectives als Beck en Fjällbacka Murders. Daarnaast treedt Robertsen veelvuldig op in verschillende toneelstukken, opgevoerd in het Riksteatern, Dramaten en Stockholm City Theatre. Zo speelde zij Ofelia in Hamlet (2004) en rollen in Din stund på jorden (A Time on Earth) (2004-2005) en in Richard III (2007).
Zij deed in 2014, als acteur en als zanger, mee aan de tournee van de Zweedse rockzanger Jerry Williams Jerry Williams - The Farewell Show, waarvan opnames in 2015 zijn uitgezonden door de SVT.
Robertson heeft ook een aantal luisterboeken ingesproken.

## Filmografie (selectie)
- 1998 – Rederiet (De rederij) (tv-serie)
- 1999 – Trettondagsafton (Driekoningenavond) (film)
- 1999 – Tre Kroner (Drie kronen) (tv-serie, gastrol)
- 1999 – Ett litet rött paket (Het rode pakketje) (tv-serie)
- 2006 – Heartbreak Hotel (film)
- 2006 - 2008 – Rallybrudar (film)
- 2009 – Playa del Sol - (tv-serie)
- 2010 – Saltön (tv-serie)
- 2011 – Solsidan (tv-serie)
- 2011 – Svensson Svensson - i nöd och lust
- 2011 – Gränsen (Beyond the Border) (film)
- 2011 – Hur många lingon finns det i världen? (Hoeveel veenbessen zijn er op de wereld?) (film)
- 2012 – Äkta människor (tv-serie)
- 2012 – Cockpit (film)
- 2013 – Fjällbackamorden: Vänner för livet (tv-serie)
- 2013 – Äkta människor (tv-serie)
- 2015 – Jerry Williams – The Farewell Show (muziekfilm)
- 2015 – Beck – Familjen (tv-serie)
- 2019 – Sommaren med släkten
- 2020 - 2022 – Lyckoviken (tv-serie)

## Theater
| jaar | rol                   | productie                                                 | registratie        | theater                    |
| ---- | --------------------- | --------------------------------------------------------- | ------------------ | -------------------------- |
| 2004 | Ofelia                | Hamlet William Shakespeare                                | Philip Zandén      | Stadstheater van Stockholm |
| 2004 | Katrin                | Din stund på jorden (Jouw moment op aarde) Vilhelm Moberg | Leif Stinnerbom    | Stadstheater van Stockholm |
| 2004 | Anja                  | De kersentuin Anton Tsjechov                              | Lennart Hjulström  | Stadstheater van Stockholm |
| 2005 | Hazel Niles           | Mourning Becomes Electra Eugene O'Neill                   | Alexander Öberg    | Stadstheater van Stockholm |
| 2015 | Pernille, kamermeisje | Den stressade (De rusteloze) Ludvig Holberg               | Jan Hertz          | Fredriksdal-theater        |
| 2016 | Marianne              | Dimensioner Nick Payne                                    | Carl-Johan Karlson | Riksteatern                |